# Pétrel du Herald
Pterodroma heraldica
Espèce
Statut de conservation UICN

 LC  : Préoccupation mineure
Synonymes
- Pterodroma arminjoniana heraldica

Le Pétrel du Herald (Pterodroma heraldica), anciennement connu en tant que Pétrel hérault, est une espèce d'oiseaux appartenant à la famille des Procellariidae. D'après le Congrès ornithologique international, c'est une espèce monotypique.
Cet oiseau fut nommé après le HMS Herald, navire océanographique (1852-1863).